# 北京东文学社
北京东文学社是清朝末年位于北京的一所日语学校。

## 历史
1901年，日本人中岛裁之在与吴汝纶（保定莲池书院院长）、户部侍郎廉泉、刘铁云（《老残游记》的作者）商议之后，决定成立该校。随后选定北京外城前孙公园的锡金会馆为校园，由廉泉担任总理，中岛裁之担任总教习，于当年2月1日开学，招收中国学生学习日语。
开学后，由于申请入学的学生人数过多，中岛裁之将学生分为“普通学班”和“专门学班”。并且聘请原口新吉等6名日本教师来校授课。
该校存续期间，聘用的日本教师先后共计56人。
1906年7月，因本人的健康问题，中岛裁之将该校转让给直隶学务处，并改名为直隶官立中学校。直隶总督袁世凯指定张瑛绪接手办理。本年底，该校因经费不足而停办。
1907年初，在华日本人重新在北京成立一所日文学校，定名为“东文学社”，但与中岛裁之创立的东文学社并无关联。